# Mariä Geburt (Ottweiler)

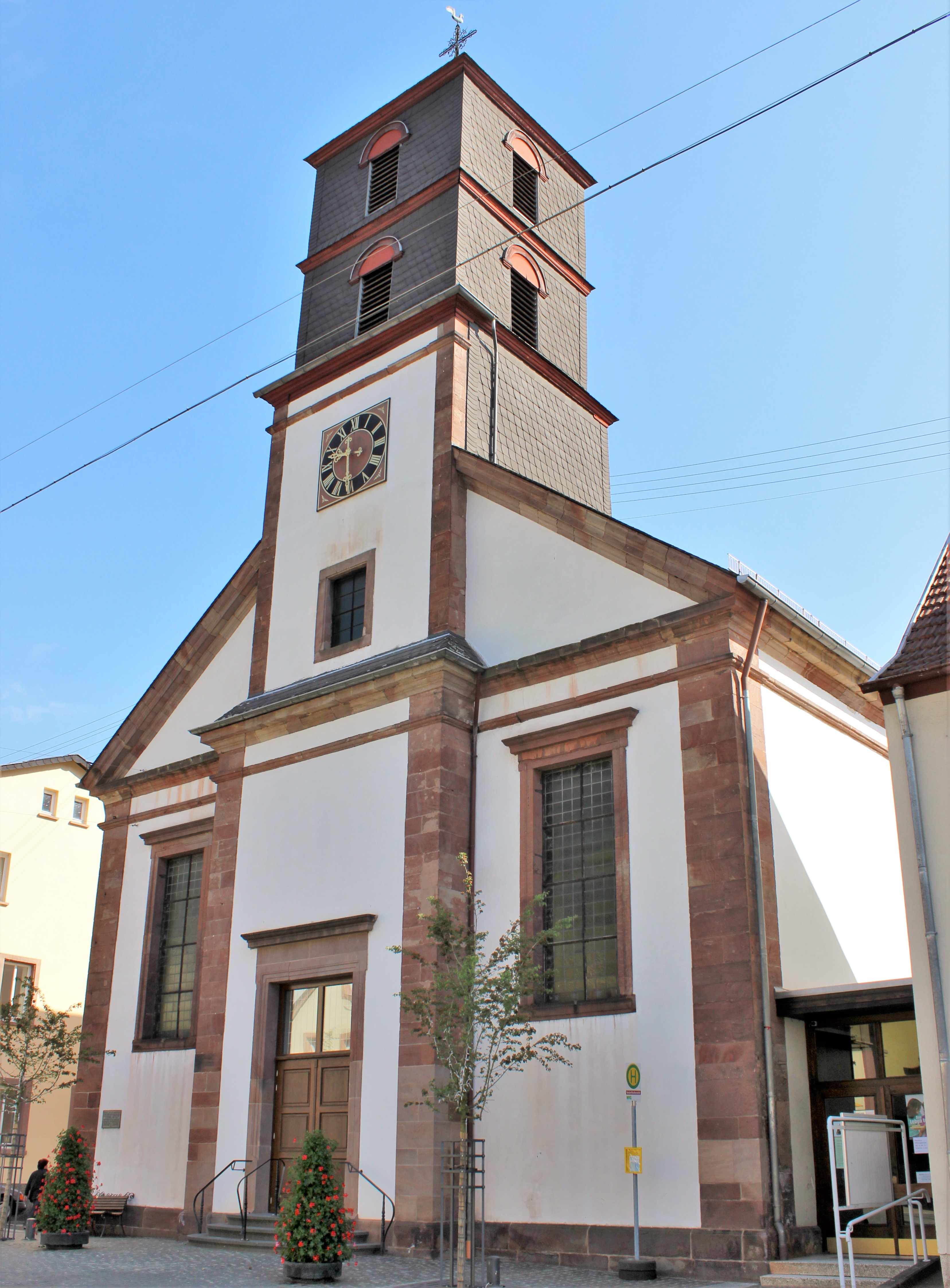
Die katholische Pfarrkirche Mariä Geburt in Ottweiler

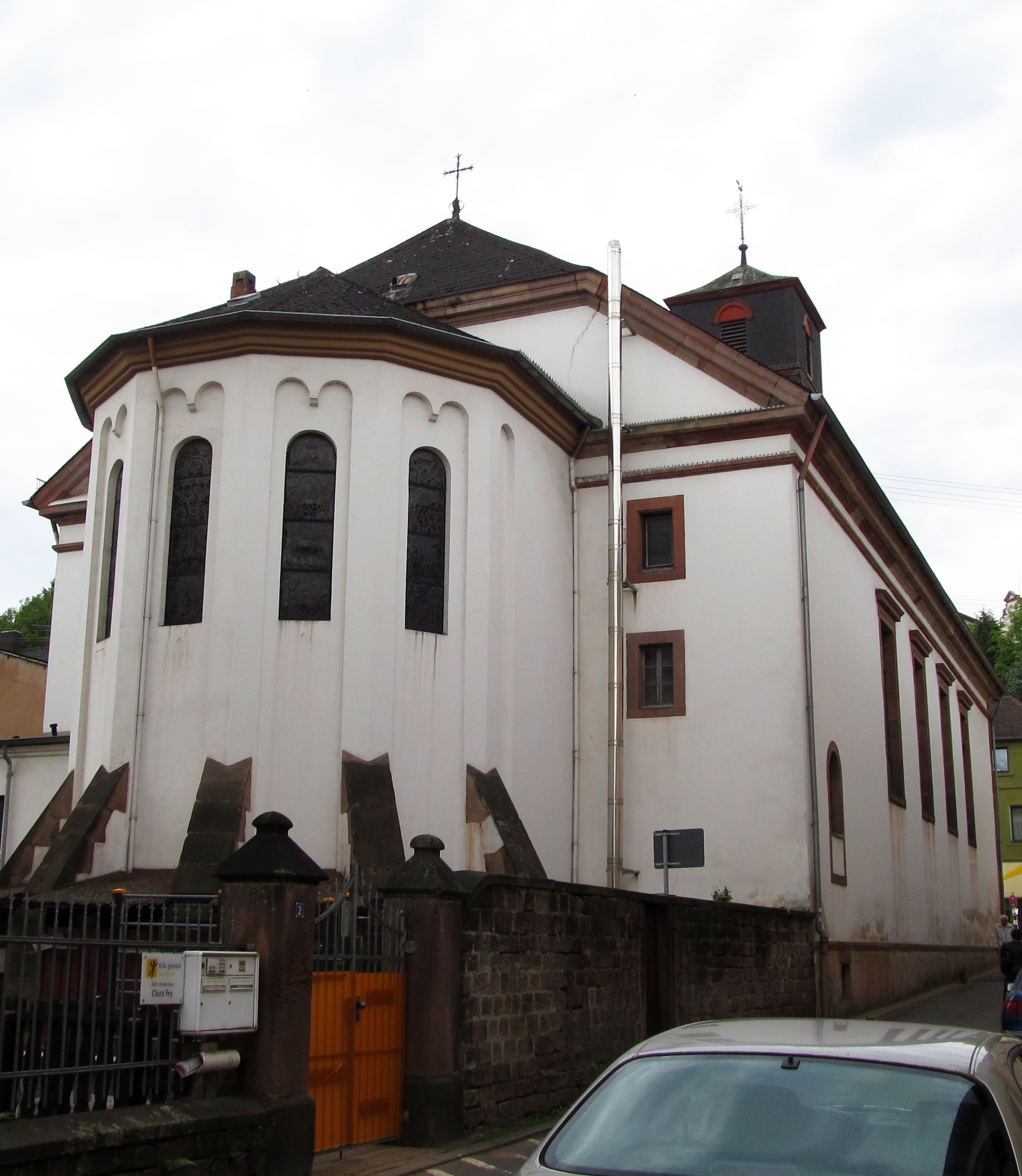
Weitere Ansicht der Kirche

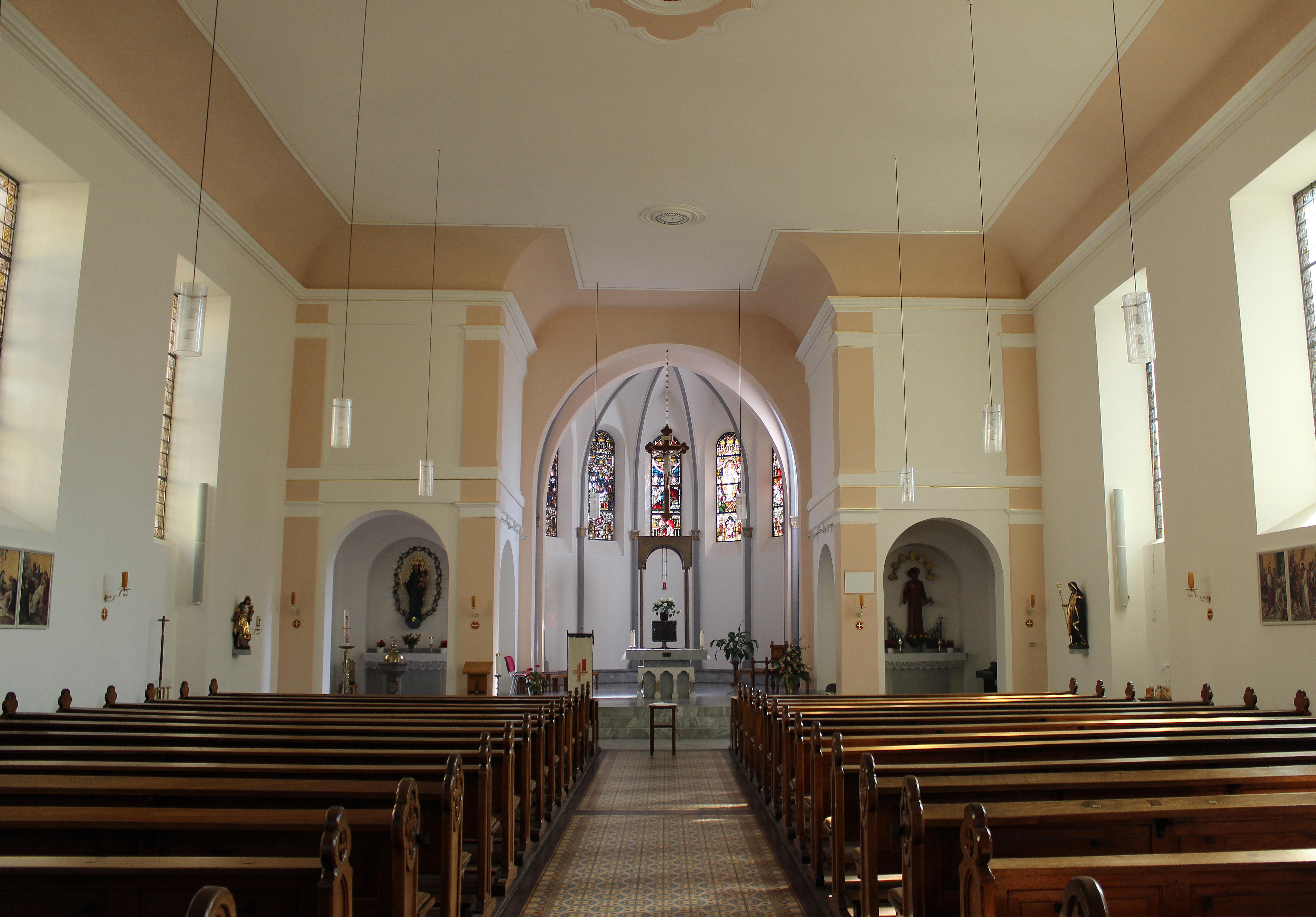
Innenraum

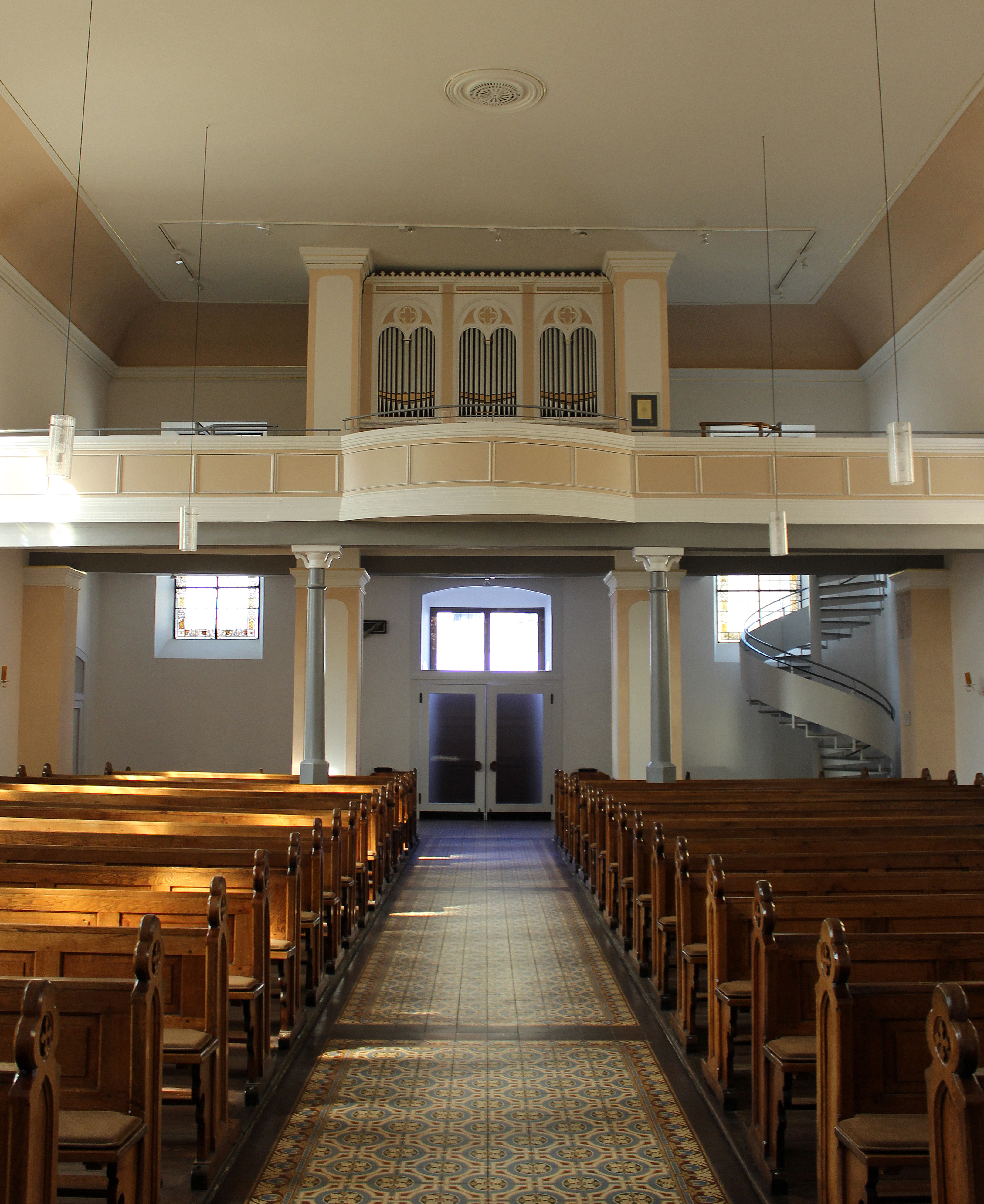
Blick zur Orgelempore

Die Kirche Mariä Geburt und St. Terentius ist eine katholische Pfarrkirche in der saarländischen Stadt Ottweiler, Landkreis Neunkirchen. Sie trägt das Patrozinium der Geburt Mariens, der Mutter Jesu Christi, das am 8. September gefeiert wird. Die Kirche ist dem Bistum Trier zugeordnet. In der Denkmalliste des Saarlandes ist das Kirchengebäude als Einzeldenkmal aufgeführt.

## Geschichte
Im Jahr 1680 erfolgte die Errichtung des Vorgängerbaus der heutigen Kirche.
Das heutige Gotteshaus wurde in den Jahren 1832 bis 1834 erbaut, wobei die Architektenschaft in der Fachliteratur umstritten ist. Die Pläne des Kirchengebäudes entwarf entweder Baumeister Leonhard (Saarbrücken) oder Karl Friedrich Schinkel (Berlin). Aus der alten Kirche wurden Steine, sogenannte „Übergabesteine“, in das Mauerwerk der neuen Kirche eingemauert, die den guten Geist des alten Gotteshauses mit in das neue Haus hinübernehmen sollten. Kronprinz Friedrich Wilhelm IV., der spätere König von Preußen, unterstützte den Kirchenbau bei seinem Besuch in Ottweiler am 12. November 1833, indem er dafür dem damaligen Pfarrer und Dechanten Johann Sebastian Kranz (1763–1835) „den Steigpreis des Bauholzes, im Betrag von circa 500 Thaler“ schenkte.
1842 erfolgte eine Restaurierung, den Turm und das Dach betreffend, die 1852 nochmals vorgenommen wurde. 1850 wurde das Patrozinium auf den heiligen Terentius erweitert. 1860–61 kam es zum Neubau des Turmes als Holzkonstruktion, während im Inneren die Empore verbreitert wurde. 1864 wurde der Fußboden restauriert. 
Restaurierungs- und Umbaumaßnahmen nach Plänen des Architekten Ernst Brand (Trier) in den Jahren 1897–98 betrafen die Eingangstür und die Kirchenbänke. Des Weiteren wurde der Chorraum erweitert, ein Windfang, elektrische Beleuchtung und zwei Beichtstühle in die Wand eingebaut, sowie ein neuer Holzfußboden verlegt. Die örtliche Bauleitung oblag Architekt Krumpen (Ottweiler), für die Ausführung zeichnete die Baufirma des Architekten Krumpen verantwortlich.
Im Jahr 1900 wurden 6 Strebepfeiler zur Verstärkung eines Anbaus errichtet, 1902 das Mauerwerk der Kirche restauriert, 1906 eine Warmluftheizung und eine Kommunionbank aus Marmor eingebaut, sowie eine Ausmalung und eine Restaurierung der Kirchenfenster vorgenommen. 1909 erfolgte der Einbau einer mechanischen Turmuhr der Firma Mannhardt (München), die bis 1970 im Turm blieb. 1930–31 wurde das Kirchendach einer erneuten Restaurierung unterzogen und das Innere neu ausgemalt. 1936 erhielt die Kirche eine Erweiterung durch den Bau einer großen Sakristei. In den 1950er Jahren wurden die Ausmalung und die Fenster restauriert. Unter der Leitung des Architekten Rudolf Birtel (Neunkirchen) in Zusammenarbeit mit dem Künstler Ferdinand Selgrad erfolgten 1970 Restaurierungs- und Umbaumaßnahmen im Altarraum und der Einbau einer Wendeltreppe zur Empore. 1983 wurde eine elektrische, vollautomatische Turmuhr durch die Firma Werner Marx (Bliesen) eingebaut, die von einem ungenannten Spender gestiftet wurde. Ein neuer Außen- und Innenanstrich wurde 1984 angebracht. 2008 erhielt das Hauptportal eine neue Treppe und eine neue Eingangstür.
Am 28. Dezember 2011 verursachte ein Feuer im Kirchenraum einen Sachschaden von weit über 100 000 Euro.

## Ausstattung
Zur Ausstattung der Kirche gehören der Taufstein von 1864, eine Stiftung des „Marianischen Bundes“ der Mädchen der Pfarrei, der 1970 in der früheren Herz-Jesu-Kapelle aufgestellt wurde, der Marienaltar auf der linken Seite mit der Holzstatue Maria und den Terrakotta-Statuen St. Mechthild und St. Barbara, der Josefsaltar auf der rechten Seite mit der Terrakotta-Statue St. Josef und den Holzstatuen St. Johannes der Täufer und St. Terentius, die neben dem Aufgang zur Empore aufgestellte „Mater dolorosa“, ein Kreuzweg von 1906 (der Vorgänger-Kreuzweg von 1864 wurde 1906 der neuen Kirche in Münchwies geschenkt). Die beiden Seitenaltäre wurden bei der Erweiterung des Chorraumes 1936 entfernt und in vereinfachter Form an den seitlichen Stirnwänden wieder aufgebaut. Der Marienaltar links zeigt eine Holzstatue der Madonna im Strahlenkranz, umgeben von Rosen, der Josefsaltar rechts von Bildhauer Otto Straub (München) aus dem Jahr 1952 zeigt eine Statue des heiligen Josef mit Lilien.
Im Altarraum befindet sich ein Ambo aus Bronzeguss von 1970, ein neuer Tabernakel von 1970 der Firma Lazlo Deli (Neunkirchen) und Altar der Firma Menzel (Ottweiler) von 1970 mit Unterbau und Tisch aus Marmor, die Säulchen stammen von der ehemaligen Kommunionbank. Der Baldachin über dem Tabernakel stammt von 1974. Glasmaler und Mosaikkünstler Ferdinand Selgrad (Spiesen-Elversberg) zeichnete in Zusammenarbeit mit dem Architekten Rudolf Birtel (Neunkirchen) für die Altarraumgestaltung im Jahr 1970 verantwortlich.
Die fünf Chorfenster stammen von der Firma Hertel & Lersch (Düsseldorf) und wurden in Jahren 1896–97 geschaffen. Sie zeigen die Verkündigung, die Geburt, den Kreuzestod, die Auferstehung und die Wiederkunft Jesu. Das sechste Fenster an der rechten Seite ist durch Butzenscheiben verglast.

Die 10 Fenster des Kirchenschiffes wurden bei der Restaurierung 1906 mit Kathedralglas versehen. 1970 erfolgte eine Restaurierung durch die Firma Binsfeld (Trier), die auch 1981 eine Doppelverglasung der Fenster vornahm. Sieben Fenster der Kirche sind mit Glasmalereien von 1936 ausgestattet. Die 14 Fenster in der großen Sakristei von 1936, zeigen vornehmlich Heiligengestalten, die die Schutzpatrone der Filialkirchen sind.
Die Beichtstühle von 1960 bis 1962 aus Eiche stammen von dem Bildhauer Mettler (Morbach).
Die Ausmalung des Jahres 1931 stammt von Alfred Gottwald (Bonn).

## Orgel
Die Orgel der Kirche wurde 1861 von  Orgelbauer und Musikalienhändler Gustav Schlimbach (Speyer) erbaut. 1971 kam es zu einer Erweiterung des Tastenumfangs und einem Aufhellen der Disposition. Das Kegelladen-Instrument verfügt gegenwärtig über 17 Register, verteilt auf 2 Manuale und Pedal. Die Spiel- und Registertraktur ist mechanisch. Die Disposition lautet wie folgt:
| I Hauptwerk C–g3 |           |            |
| 1.               | Bourdon   | 16′ (ab c) |
| 2.               | Principal | 8′         |
| 3.               | Gamba     | 8′         |
| 4.               | Gedackt   | 8′         |
| 5.               | Oktave    | 4′         |
| 6.               | Rohrflöte | 4′         |
| 7.               | Oktave    | 2′         |
| 8.               | Mixtur IV |            |

| II Unterwerk C–g3 |             |    |
| 9.                | Flöte       | 8′ |
| 10.               | Salicional  | 8′ |
| 11.               | Principal   | 4′ |
| 12.               | Waldflöte   | 2′ |
| 13.               | Scharff III |    |
| 14.               | Krummhorn   | 8′ |

| Pedal C–f1 |              |
| 15.        | Subbaß 16′   |
| 16.        | Octavbaß 8′  |
| 17.        | Choralbaß 4′ |
| 18.        | Fagott 16′   |

- Koppeln: II/I, I/P, II/P

## Liste der Pfarrer seit Einweihung der neuen Kirche
- 1833–1835: Johannes Sebastian Kranz (1763–1835)[8][9]
- 1836–1837: Johannes Heyl (1799–1837)[10]
- 1838–1875: Johann Anton Joseph Hansen (1801–1875)
- 1875–1885: Bernhard Schütz, Vikar (* 1. Mai 1846 in Hirzenach)[11]
- 1885–1896: Josef Rickel († 4. Dezember 1923)[12]
- 1896–1914: Paul Hilterscheid (* 6. April 1856 in Hümmel)[13]
- 1914–1928: Ernst Steffen
- 1928–1936: Karl Schütz
- 1936–1940: Nikolaus Jonas (1902–1992)[14]
- 1940–1974: Anton Hieronimi (1905–1977)[15]
- 1975–1996: Clemens Bartelmes (1928–2003)[16]
- 1998–2005: Erwin Recktenwald (* 1952)[17]
- 2007–2020: Otto Kutka SVD (1946–2020)
- seit 2020: Roberto Alda SVD (* 1969)[18]